# Lortel Archives
O Lortel Archives ou Internet Off-Broadway Database (IOBDb) é uma base de dados online que apresenta informações de produções de teatro apresentadas pela Off-Broadway. Os arquivos são nomeados em homenagem a atriz e produtora teatral Lucille Lortel.